# Karl Hagemeister

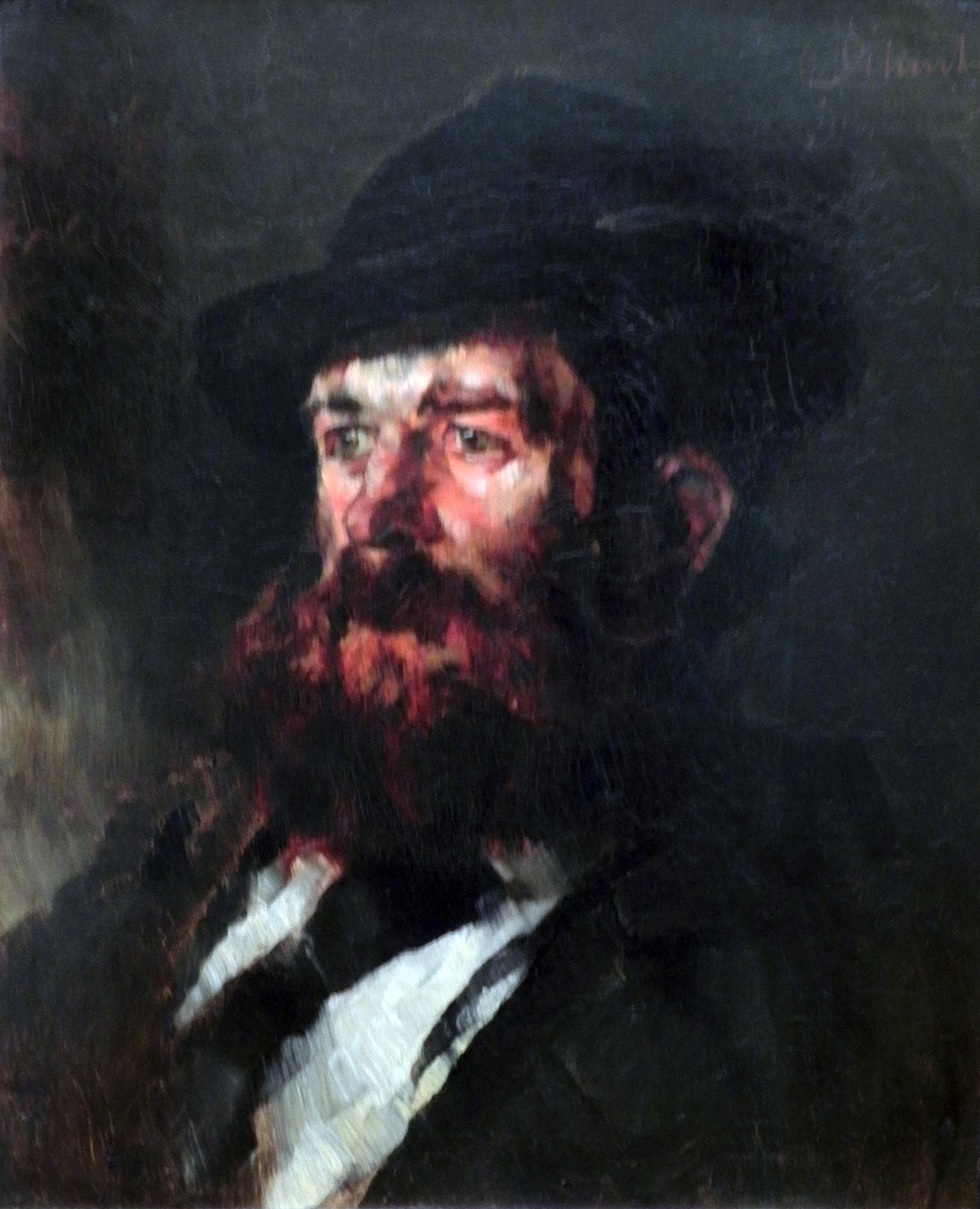
Karl Hagemeister, porträtiert von Carl Schuch, 1876

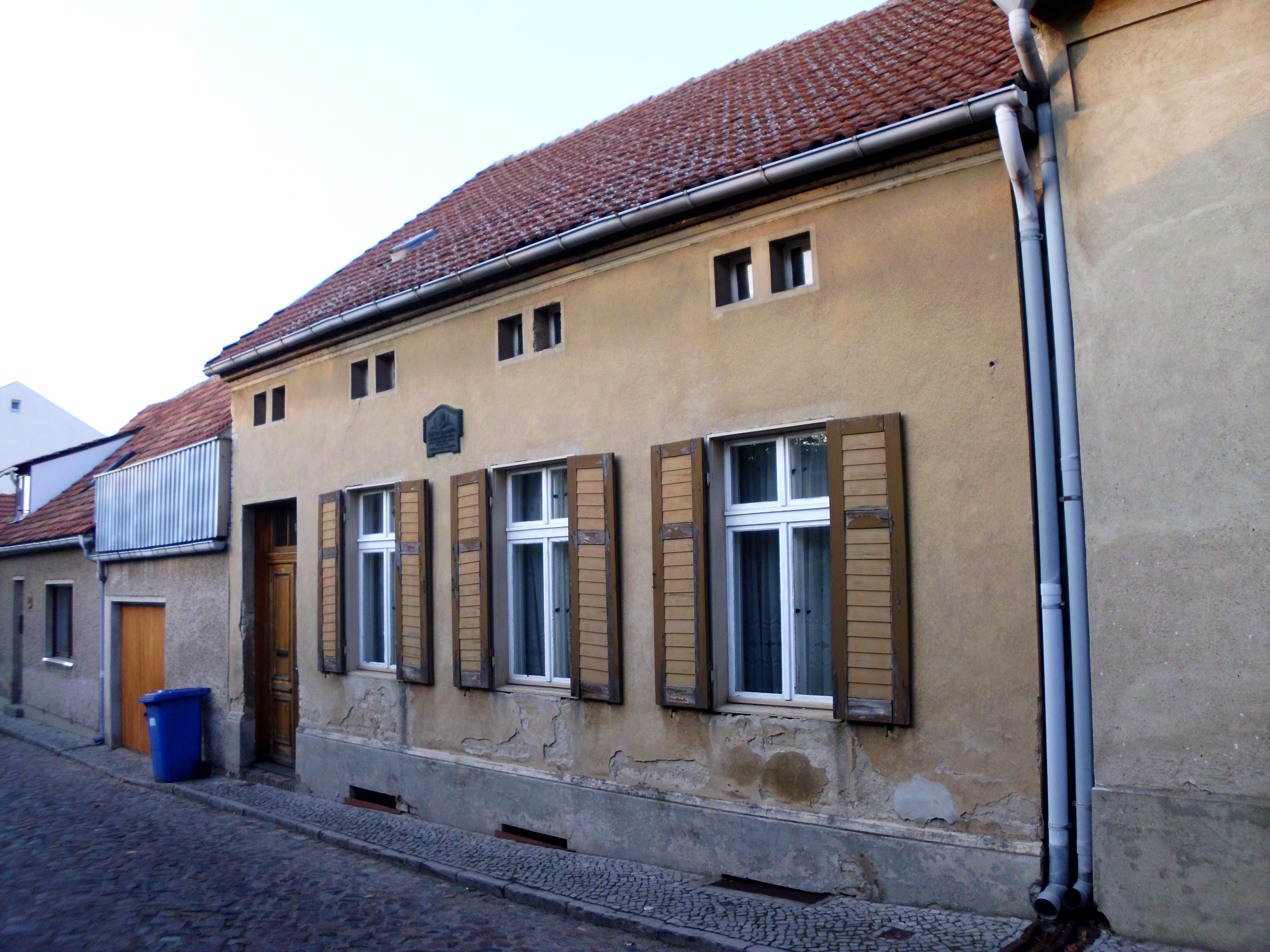
Hagemeisterhaus Inselstadt Werder Kirchstraße 14

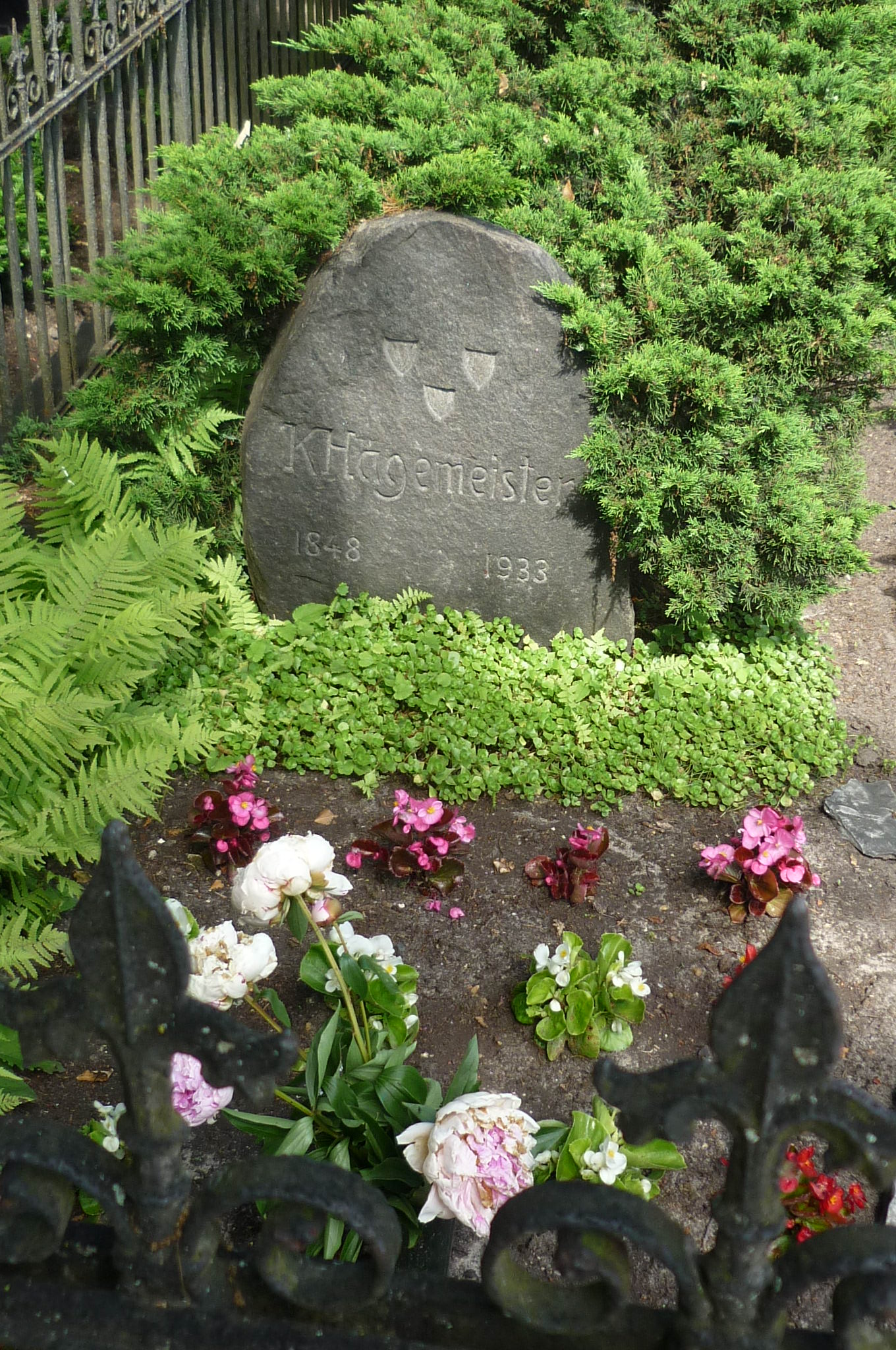
Grab von Karl Hagemeister auf dem Insel-Friedhof in Werder

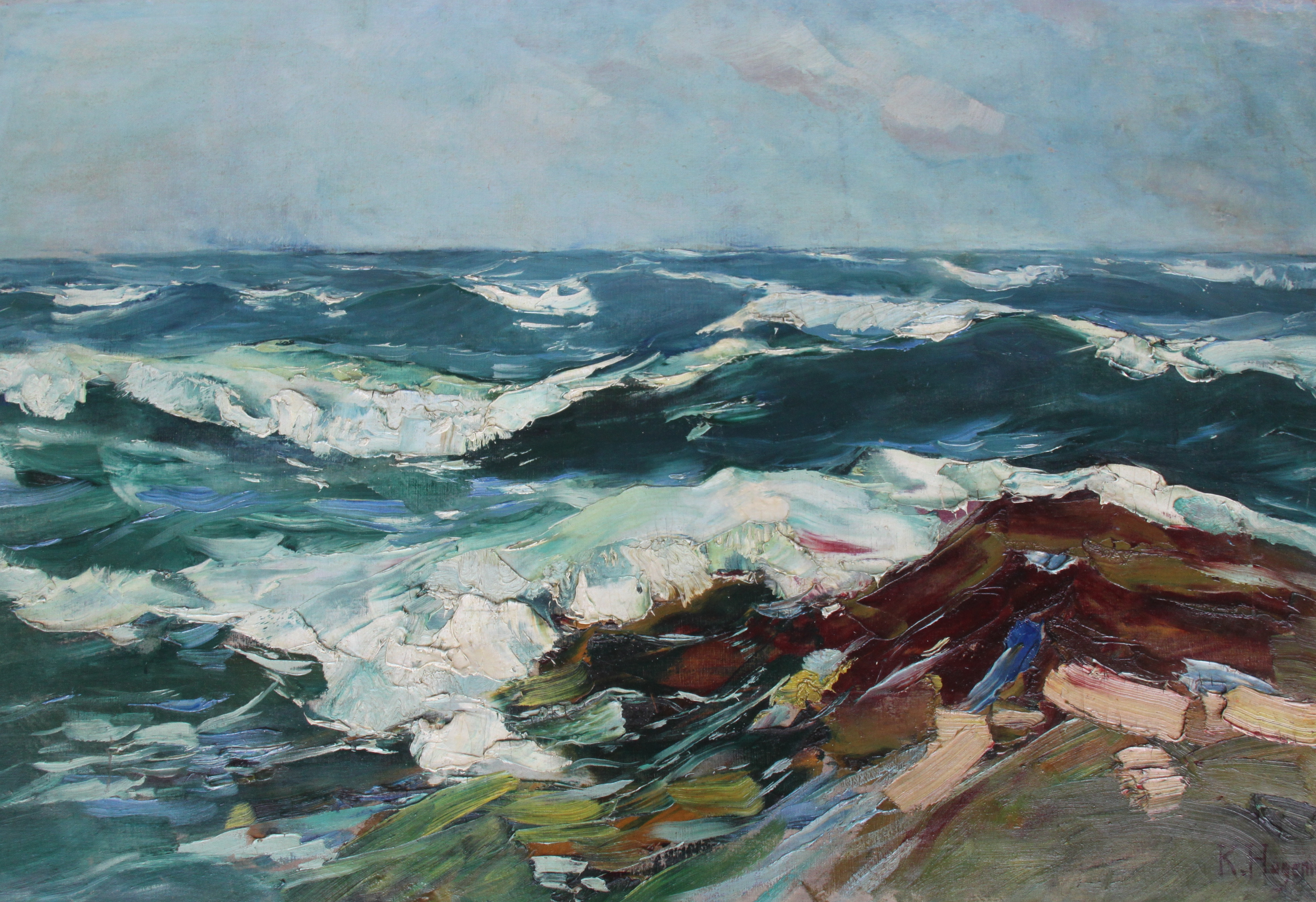
„Wellen“, ca. 1910

Karl Hagemeister (* 12. März 1848 in Werder (Havel); † 5. August 1933 ebenda; auch Carl Hagemeister geschrieben) war ein deutscher Maler, dessen eigenständiges Spätwerk gleichzeitig Elemente des Impressionismus und Expressionismus aufweist.

## Leben

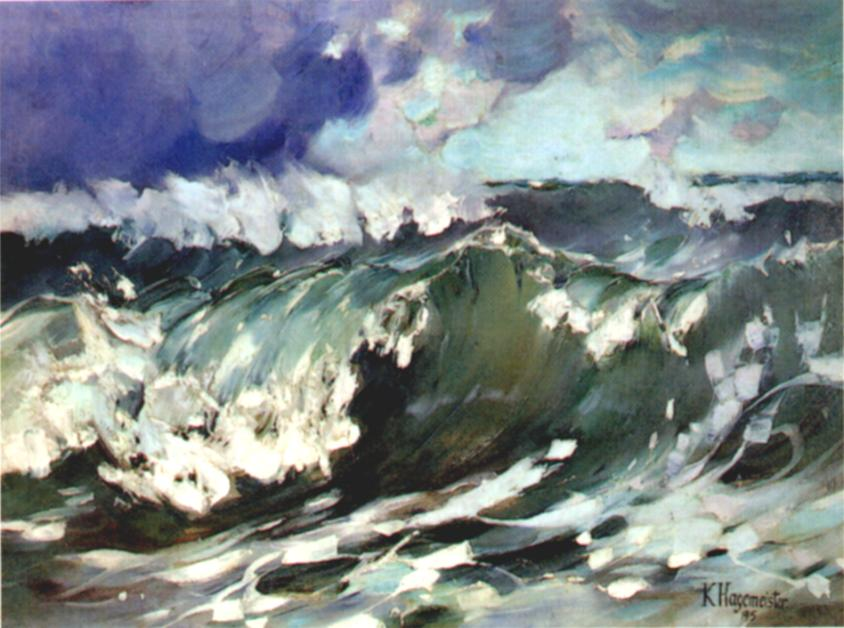
Wellen im Sturm, 1915

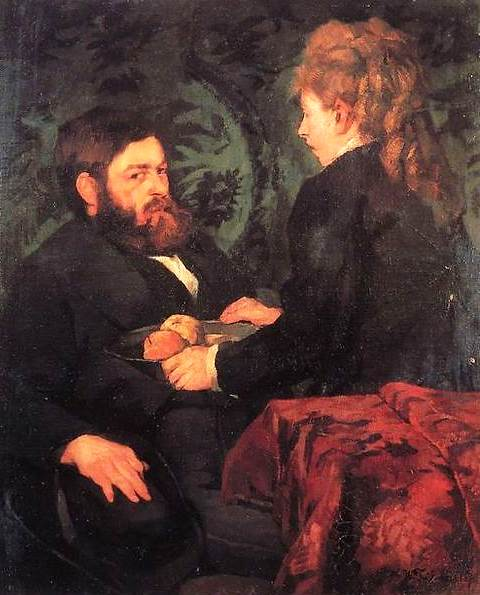
Maler Hagemeister mit Modell (Adam und Eva im Kostüm), Gemälde von Wilhelm Trübner, 1873

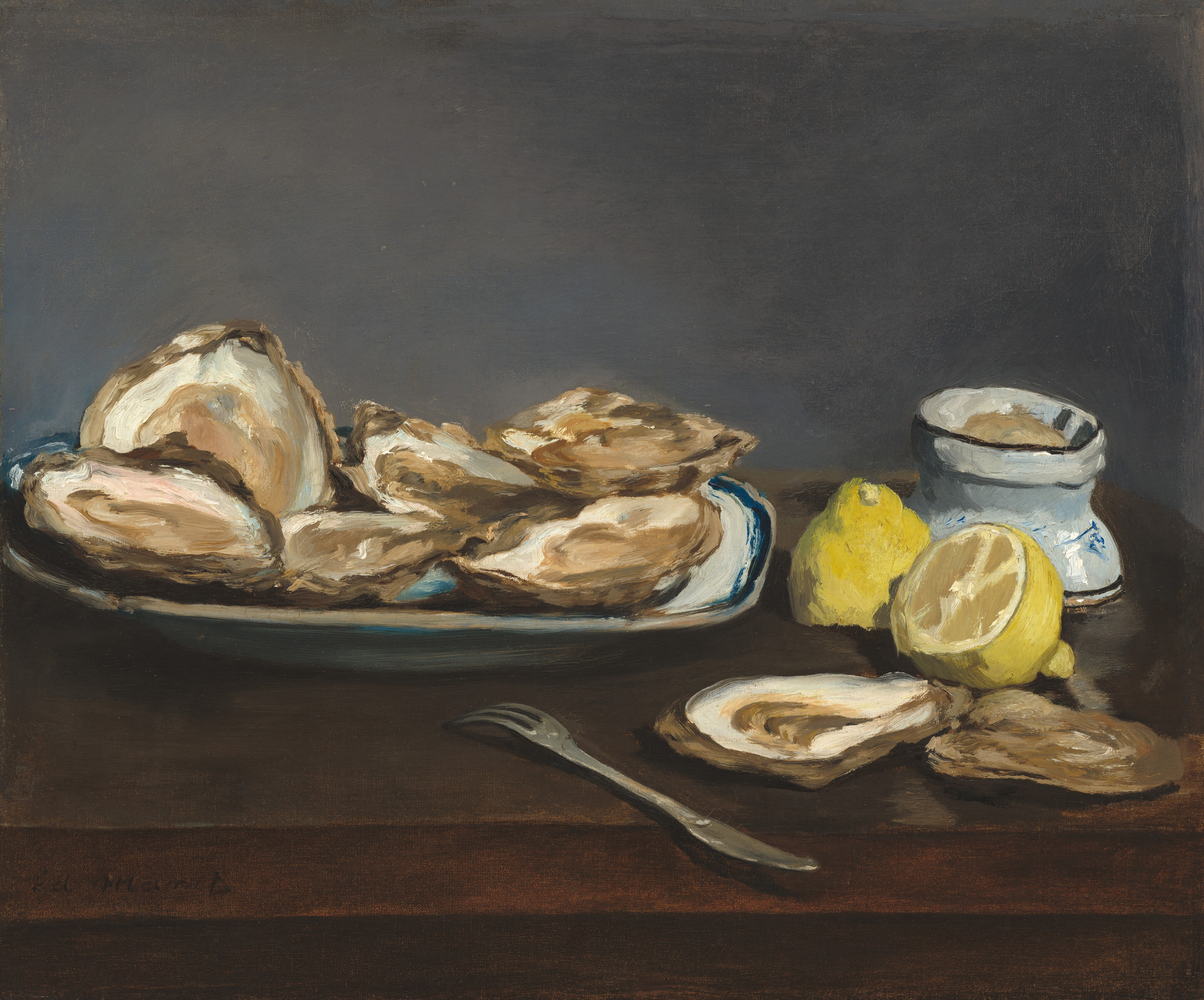
Édouard Manet - Austern

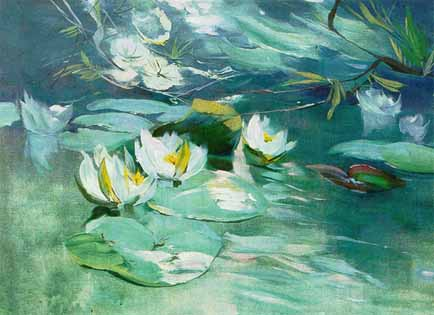
Seerosen

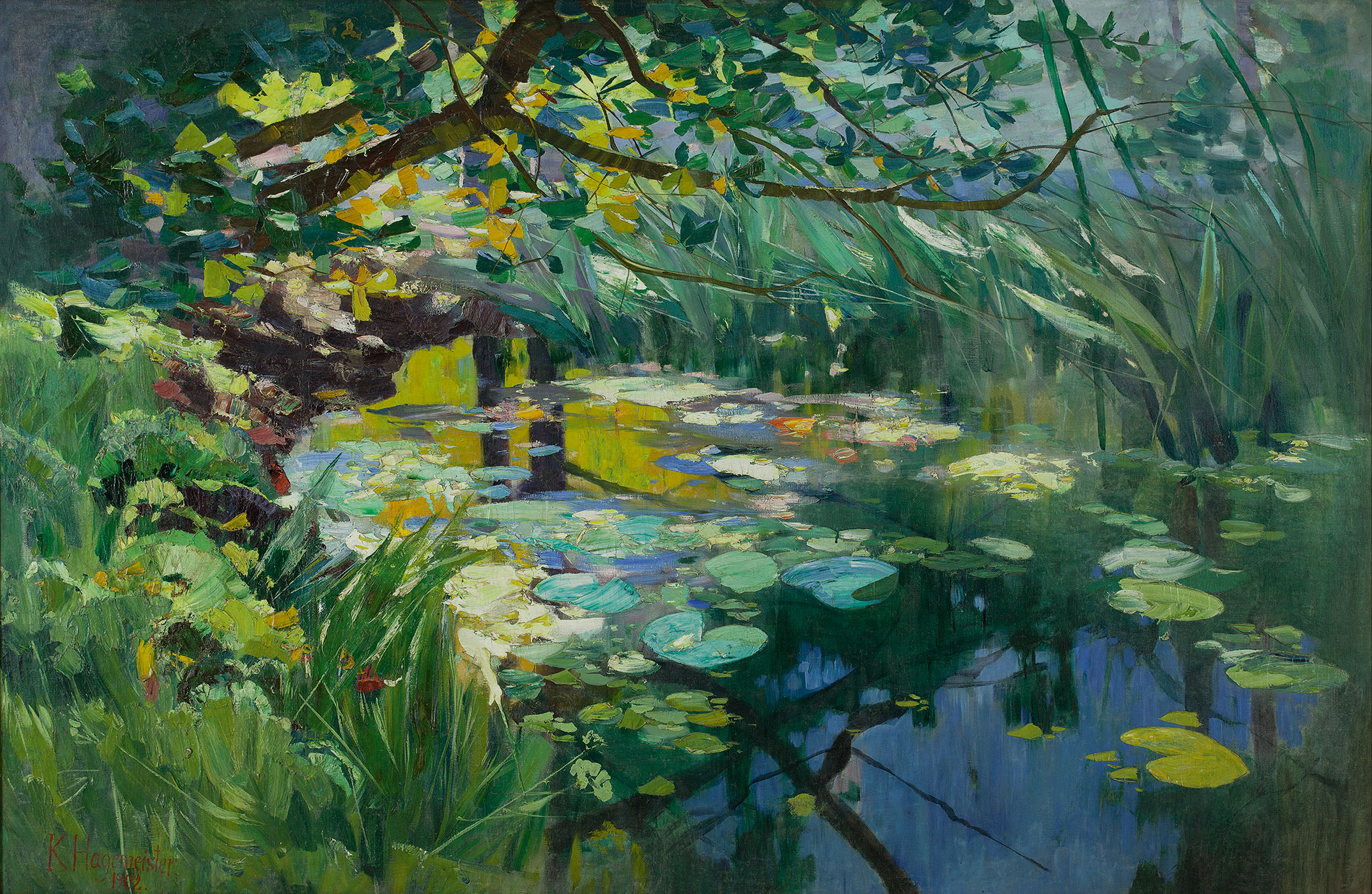
Teich in der Mark

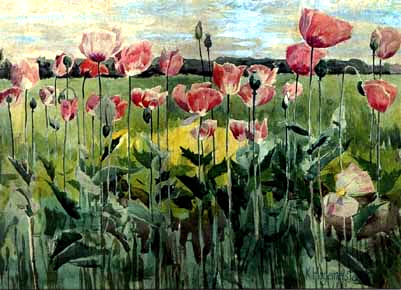
Mohnfeld

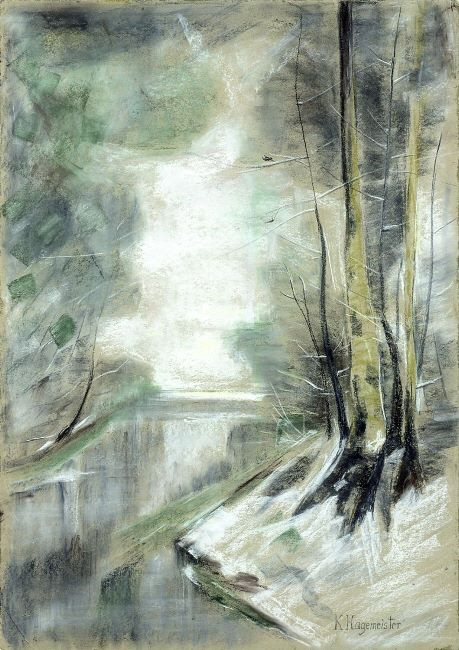
Verschneite Flusslandschaft

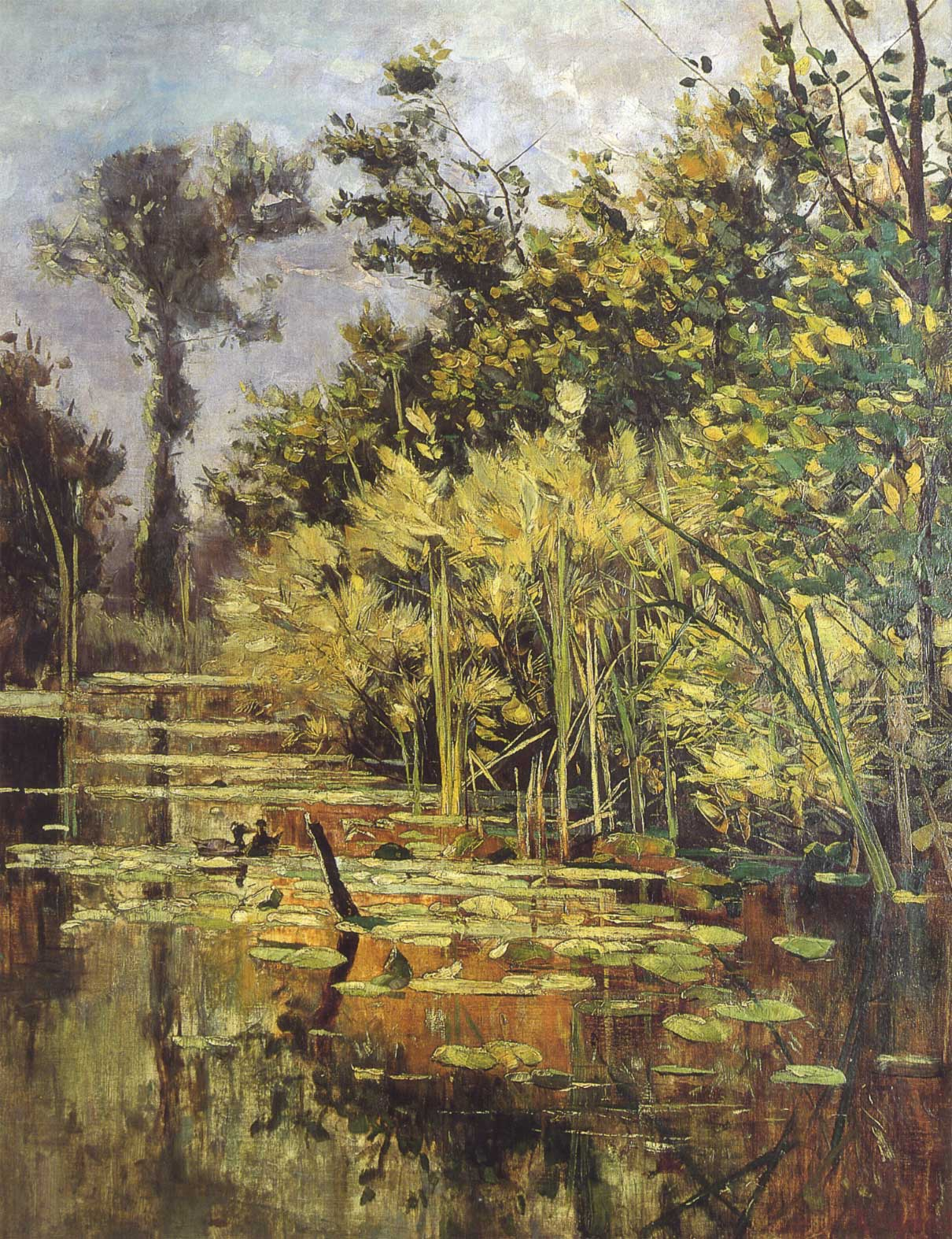
Am Havelufer

Karl Hagemeister wurde am 12. März 1848 als Sohn des Obstzüchters Carl Friedrich Hagemeister und dessen Ehefrau Luise Friederike Puhlmann in Werder an der Havel geboren. Die umgebende Havellandschaft prägte seine intensive Beziehung zur Natur und zum Wasser. Eine erste künstlerische Ausbildung erhielt er durch seine Eltern. Bereits als Schüler gewann Hagemeister die Aufmerksamkeit des Landschaftsmalers Ferdinand Konrad Bellermann, der ihn im Park von Schloss Schönhausen bei Berlin beim Malen beobachtete.
Bellermann überredete Hagemeister, sich nicht zum Zeichenlehrer, sondern zum Maler ausbilden zu lassen. Mit dessen Fürsprache erhielt Hagemeister die Möglichkeit, im Atelier von Friedrich Preller eine Ausbildung zu erhalten (welcher das Vertrauen Johann Wolfgang von Goethes genoss und diesen auf seinem Totenbett zeichnen durfte). Von Herbst 1871 bis 1873 studierte Hagemeister an der Fürstlichen freien Zeichenschule in Weimar bei diesem Vertreter des Klassizismus. Preller war Anhänger der Farbenlehre und der Naturanschauung Goethes und gab diese Lehre, auch vermittels Philipp Otto Runge, an den jungen Karl Hagemeister weiter. Daher stammt Hagemeisters Terminologie, der Einheitsgedanke und seine Ablehnung der Aufteilung des Lichts. Ab Sommer 1873 unternahm Hagemeister mehrere Studienreisen nach Rügen und nach München und an den Hintersee bei Berchtesgaden. Dort machte Hagemeister 1873 die Bekanntschaft des Malerkollegen Carl Schuch, mit dem er Ende 1873 nach Brüssel reiste. Dort schloss sich im Frühjahr 1874 den beiden Wilhelm Trübner an. In Brüssel und bei Reisen nach Antwerpen, Haarlem, Rotterdam, Amsterdam konnte das Trio die niederländische Malerei unter anderem an Frans Hals, Rembrandt van Rijn und Jan Vermeer studieren. Die Jahre 1875 bis 1876 verbrachte Hagemeister in Italien; meistenteils in Venedig und Pieve di Cadore.
Nach der Maxime von Friedrich Preller malten die drei nach der Natur. In seiner künstlerischen Entwicklung setzte sich Hagemeister unter anderem mit dem Realismus Wilhelm Leibls auseinander; gehörte aber dennoch nicht zum Leibl-Kreis. Nach dieser Zeit auf Wanderschaft kehrte Hagemeister in seine Heimat nach Werder (Havel) zurück, wo er die meiste Zeit seines Lebens verbrachte. In den Sommermonaten 1878 und 1881 arbeitete er gemeinsam mit Carl Schuch in Ferch am Schwielowsee und 1880 in Kähnsdorf am Seddiner See. In den folgenden Jahren malte Hagemeister weniger reine Landschaftsbilder und versuchte sich an Figürlichem. Mägde und Bäuerinnen aus den umliegenden Dörfern dienten ihm als Modelle.
1884 überredete Schuch Hagemeister zu einer Studienreise nach Frankreich. Besonders interessierte die beiden das Schaffen Gustave Courbets und Édouard Manets. Hier fand auch der Kontakt mit der Schule von Barbizon statt und damit ein reger künstlerischer Austausch mit den Künstlern Jules Breton, Camille Corot, Charles-François Daubigny, Eugène Delacroix, Gustave Courbet und Théodore Rousseau. Die Freundschaft Hagemeisters mit Schuch ging in die Brüche, als er 1884 sein Bild Austern schuf. Die Austern, ähnlich denen Manets, wirken abstrakt impressionistisch im Gegensatz zu der Art, in der Schuch und Hagemeister vorher realistisch gemalt hatten. Darüber entstand unter den Freunden ein Streit über die richtige Malweise. „1883 war ich mit Schuch in Paris und ich erkannte, daß nicht die Tonigkeit die Hauptsache für die Bilder sei, sondern das Licht, das ewig wechselt.“
Während dieser Jahre mit Schuch war die Berührung mit der aktuellen europäischen Kunst weitaus größer als es den heimischen Berliner Professoren möglich war; besonders die Schule von Barbizon hatte großen Einfluss auf Hagemeister. Im 1898 gründete Hagemeister zusammen mit einigen Kollegen, darunter Max Liebermann, die Berliner Secession. Karl Hagemeister begann sich am Ende des 19. Jahrhunderts mit der Fotografie zu beschäftigen. Hagemeister nutzte diese neuen technischen Möglichkeiten für die künstlerische Umsetzung seiner Bilder. Es erstanden dazu ab 1884 erste eigene Fotoplatten.
In der havelländischen Region um Potsdam lebte Hagemeister als anspruchsloser Jäger und als Fischer und vor allem als Maler. Er kam nicht wie viele seiner Künstlerkollegen aus der Stadt in die Natur, sondern er lebte in und von der Natur. Die enge Naturverbundenheit zeigt sich auch darin, dass er zu allen Jahreszeiten direkt in der Landschaft malte und zeichnete: selbst im tiefen Winter und häufig mit einer selbstgebauten Staffelei aus Ästen, die er nach dem Gebrauch zusammengeklappt im Strauchwerk versteckte. Hagemeister stellte auch seine Farben selbst her und begann mit großen Ölpastellkreidebrocken zu malen. In den Werken, die jetzt entstehen, dominieren wieder Sujets aus der Natur. Aber auch in seinen Stillleben ist Hagemeisters Naturverbundenheit stärker spürbar. Hagemeister verstand sich nie als Lehrer, aber es wurde auch nie jemand abgewiesen, der seinen künstlerischen Rat suchte. In diesen Jahren unterhielt Hagemeister auch einen regen Briefwechsel mit Lovis Corinth.
Über die Jahre ergab sich für Hagemeister immer wieder die Gelegenheit, das eine oder andere Bild bei einer Ausstellung zu zeigen. U.a. im Münchener Glaspalast 1888, Ausstellungen der Berliner Secession 1891 und 1893. Aber erst im Herbst 1912 anlässlich einer großen Kollektivausstellung der Galerie Heinemann in München wurde Hagemeister in ganz Deutschland bekannt. Die Allgemeinheit konnte sich anhand von 87 Gemälden, Pastellen und Zeichnungen einen umfassenden Überblick über Hagemeisters künstlerischer Entwicklung und Spannbreite seines Werkes verschaffen.
1913 wurde ihm vom bayerischen König die Goldmedaille auf der XI. Internationalen Kunstausstellung in München verliehen (bayerischer Verdienstorden für Wissenschaft und Kunst). In der Zeit von 1908 bis 1915 waren für den Künstler Aufenthalte in Lohme auf Rügen von großer Bedeutung. Hier entstehen große Wellenbilder -oft bei Windstärke 10- und die ausdrucksstarken Buchen am Steilhang werden zum Motiv. Die Arbeitsweise ist schnell und sehr kraftvoll nach einer Phase der intensiven Aufnahme von Stimmung, Licht und Farbtönen.
Mit diesem „Durchbruch“ kam auch der finanzielle Erfolg. Dieser war aber nicht von langer Dauer, da Hagemeister in der wirtschaftlichen Situation, der Inflation nach dem Ersten Weltkrieg alles wieder verlor. Hagemeister erkrankte 1916, möglicherweise eine Bleivergiftung durch Bleiweiß, und erholte sich davon nie mehr und malte seitdem nicht mehr. Im Jahr 1923 richtete der Museumsdirektor Ludwig Justi eine Einzelausstellung für die Bildwerke von Karl Hagemeister in der Berliner Nationalgalerie auf der Museumsinsel aus. Das Presseecho war anerkennend und mit Staunen nahm man den „großen und eigenmächtigen Künstler“ wahr. In Anerkennung seines künstlerischen Schaffens wurde Hagemeister mit 75 Jahren 1923 als ordentliches Mitglied der Akademie der Künste aufgenommen.
Karl Hagemeister hatte sich auch dem Deutschen Künstlerbund schon bald nach dessen Gründung 1903 angeschlossen. Zeit seines Lebens suchte er den Kontakt zu Kollegen. Hagemeister war immer interessiert an den neuesten Entwicklungen der Malerei und stets über ihren neuesten Stand unterrichtet. Siegward Sprotte war von 1930 bis 1933 sein Meisterschüler.
Karl Hagemeister starb im Alter von 85 Jahren am 5. August 1933 in Werder an der Havel.
Das gesamte künstlerische Werk Hagemeister kann in vier Perioden eingeteilt werden:
- sein Frühwerk als Schüler bei Friedrich Preller,
- seine Lehr- und Wanderjahre zusammen mit Carl Schuch,
- seine Hinwendung zur lichthaltigen Malerei ab 1884
- sein Spätwerk (bis 1916)

Der Maler Karl Hagemeister war Ehrenbürger der Stadt Werder/Havel. Die Deutsche Bahn erinnert mit ihrem IC Karl Hagemeister an ihn.
Ein wesentlicher Teil seiner Werke ist im Berliner Bröhan-Museum ausgestellt. Das Potsdam Museum und das Stadtmuseum Brandenburg an der Havel besitzen ebenfalls Werke des Künstlers in größerem Umfang, die überwiegend während Sonderausstellungen zu sehen sind. Das Stadtmuseum Brandenburg an der Havel veröffentlicht seinen Bestand auf der Plattform "museum-digital.de, derzeit Gemälde und Pastelle.

## Zitat
„Die Landschaft ist still und anmutig und lebt eigentlich nur durch die Stimmung, die ich immer mehr in letzter Zeit liebte. Die Stimmung ist die Trägerin des seelischen Elements der Landschaft, und da ich seelische Eindrücke ausdrücken mußte, mußte ich die Stimmungen besonders studieren. Mit einem Blick erfasste ich es und fixierte einen Hauptpunkt, alles andere fügte ich nur nebenbei an, weil die anderen Dinge undeutlich und von Licht überflogen wurden. Wenn ich mich seelisch ausdrücken wollte, zerlegte ich den Stimmungston in zwei Töne, den Licht- und den Schattenton. Diese strich ich über die ganze Leinwand und entwickelte nun aus diesem großen Stimmungston alle anderen Dinge in ihren besonderen Tönen. Auf diese Weise wurde das Kolorit meiner Bilder organisch und nicht bloß geschmackvoll zusammengestimmt. Bei dieser Darstellungsart blieb ich nun mein Leben lang, ob große oder kleine Bilder entstanden“ [Kleine Selbstbiographie, 1928].

## Werke
(Auswahl)
- Segelschiffe auf hoher See, um 1872
- Gerissenes Dammhirschkalb , 1875
- Wasserfall, Olevano, 1876
- Italienische Landschaft - Olevano, 1876
- Mohnbilder, 1877
- Häuser in Ferch am Schwielowsee, 1878
- Fischerboot an der Havel - Landschaft bei Ferch, um 1878
- Waldstieg am Schwielowsee, 1880
- Inselstadt Werder, 1881/1886
- Wasserrosen, 1881
- Apfelblüte, 1882
- Bauernhof, um 1883
- Kind auf dem Wege, 1884
- Austern, 1884
- Bei Kähnsdorf, um 1884
- Bäuerin im Rübenfeld, 1885
- Bäuerin mit Milchkanne auf einer Mohnblumenwiese im Havelland, 1886
- Felsblöcke an einem Hügel, 1886
- Wendische Bäuerin, 1886
- Baumblüte, Ferch, 1886
- Märkische Seenlandschaft, 1887
- Märkische Uferlandschaft, 1890
- Fliegender Reiher am Havelufer, um 1891
- Junge Bäuerin im Wald, 1892
- Kemnitzer Heide, 1893
- Märkische Seenlandschaft am Schwielowsee, um 1893
- Angler am Ufer des Schwielowsee, 1897
- Vier Ölskizzen für Supraporten in der Villa Hecht, 1910
- Seeufer mit Schilf, um 1900
- Am Wasser, 1900
- Herbst, 1900
- Seerosen, 1902
- Birken am Fluss, 1902
- Märkische Herbstlandschaft, 1907
- Marine - Brandene See, 1907
- Die Ostsee bei Rügen, um 1907
- Strand bei Lohme mit Felsen, 1908
- Seenlandschaft, 1910
- Herbst III, 1910
- Wellen, ca. 1910
- Kiefernzweige I, 1911
- Meereswogen, 1912
- Am Strand Lohne im Winter - Buchen am Ufer, 1912
- Schwere See, 1913
- Bewegtes Meer, um 1913
- Teich in der Mark
- Die Rache
- Ansicht von Ferch

## Schriften
- Carl Schuch. Sein Leben und seine Werke. Cassirer, Berlin 1913.
- Kleine Selbstbiographie. Werder 1928.